# Dudley Digges (actor)
Dudley Digges (9 de junio de 1879 – 24 de octubre de 1947) fue un actor teatral y cinematográfico irlandés. 

## Biografía
Nacido en Dublín, Irlanda, uno de sus papeles teatrales de mayor fama fue el de Ficsur en la producción original representada en 1921 en Broadway Liliom, según la obra de Ferenc Molnár, pieza que posteriormente Richard Rodgers y Oscar Hammerstein II musicalizaron con el título de Carousel. Otro papel de importancia fue el llevado a cabo en la versión teatral original en Broadway y en la adaptación cinematográfica de 1930 Outward Bound, ambas según la pieza de Sutton Vane.
Digges actuó en cuarenta filmes entre 1929 y 1946, entre ellos El halcón maltés (versión de 1931), en el papel de Caspar Gutman, personaje interpretado por Sydney Greenstreet en la versión de Humphrey Bogart de 1941. Además, Digges trabajó también como director teatral en Broadway.
En 1924 Digges fundó el Teatro Maverick de Woodstock, Nueva York, con la ayuda de Hervey White, fundador de la Maverick Arts Colony. Digges fue también director artístico de una compañía en la que se encontraban Helen Hayes y Edward G. Robinson.
Dudley Digges falleció en 1947 en la ciudad de Nueva York, a causa de un ictus. Fue enterrado en el Cementerio Gate of Heaven, en Hawthorne, Nueva York.